# Усенко, Евгений Трофимович
Евгений Трофимович Усенко (10 сентября 1918, Керчь — 20 июля 2010, Москва, Российская Федерация) — советский и российский юрист, доктор юридических наук, профессор, заслуженный деятель науки РСФСР.

## Биография
Участник Великой Отечественной войны.

### Научная карьера
В 1940 г. окончил Московский юридический институт. В 1954 г. — аспирантуру при Институте государства и права АН СССР.
- 1954 г. под руководством профессора С. Б. Крылова защитил кандидатскую диссертацию на тему: «Международно-правовые принципы борьбы СССР за мир».
- 1965 г. — докторскую диссертацию на тему: «Формы регулирования международного разделения труда».
- 1963—1968 гг. — профессор и заведующий кафедрой правовых дисциплин Всесоюзной академии внешней торговли.
- 1969—1987 гг. — заведующий сектором сотрудничества социалистических государств в Институте государства и права АН СССР.
- с 1987 г. — главный научный сотрудник отдела международно-правовых исследований этого же института.

### Профессиональная карьера
- 1943—1949 гг. — старший юрисконсульт Торгового представительства СССР в Швеции,
- 1949—1960 гг. — заведующий отделом международных торговых договоров Договорно-правового управления Министерства внешней торговли СССР.
- с 1960 г. — арбитр Международного коммерческого арбитражного суда при Торгово-промышленной палате. Неоднократно принимал участие в работе Исполнительного комитета СЭВ, Совещания СЭВ по правовым вопросам, назначен Советом Министров СССР заместителем Руководителя советской части этого Совещания.

В 1972—1982 гг. — главный редактор «Советского ежегодника международного права».

## Научная деятельность
Основные направления научных исследований относятся к сфере теории международного права. Ученым опубликовано более 160 научных работ, в том числе труд «Формы регулирования международного разделения труда» (М.,1965). Участвовал в написании ряда крупных трудов и учебников по международному праву. В частности, является ответственным редактором и соавтором учебника «Международное право» (М.,2003). Им также впервые была дана трактовка международного права как правовой формы мирового, интеграционного процесса, а также разработана система международного права в аспекте современных достижений науки системных исследований. Значительное место в его работах занимают проблемы соотношения и взаимодействия международного и национального права, а также экстерриториального действия национального закона.
Активно работал с органами государственной власти. Участвовал в разработке проекта Федерального закона «О культурных ценностях, перемещенных в Союз ССР в результате Второй мировой войны и находящихся на территории Российской Федерации».

## Награды и звания
Награждён орденами Красной Звезды, Отечественной войны II степени, «Знак Почета».